# Klaus Steinke
Klaus Steinke (* 27. Januar 1942 in Meseritz; † 2. April 2025 in Erlangen) war ein deutscher Slawist und Hochschullehrer.

## Leben
Klaus Steinke
besuchte das Engelbert-Kaempfer-Gymnasium in Lemgo. Er studierte Slawistik und Germanistik in Berlin und München und wurde 1968 an der LMU München promoviert. Er war 8 Jahre lang Deutsch-Lektor in Rumänien (in Jassy, 1969–1973, sowie in Bukarest, 1973–1977). Von 1977 bis 1978 gehörte er zum Institut für deutsche Sprache in Mannheim. Von 1978 bis 1986 war er Wissenschaftlicher Mitarbeiter und Assistent für Slawistik, dann Professor an der Universität Heidelberg. Von 1991 bis zu seiner Pensionierung 2007 besetzte er den Lehrstuhl für Slawistik der Universität Erlangen-Nürnberg. Von 2008 bis 2013 war er Professor für Germanistik an der Pädagogischen Universität Krakau.
Steinke war seit 2002 Ehrendoktor der Universität Sofia.

## Veröffentlichungen (Auswahl)
- Studien über den Verfall der bulgarischen Deklination. Das bulgarische Kasussystem zu Beginn des 13. Jahrhunderts. Sagner, München 1968.
- Umgang mit Rumänen. Eppinger, Schwäbisch Hall 1971.
- Die russischen Sprachinseln in Bulgarien. Winter, Heidelberg 1990.
- (Hrsg.) Die Sprache der Diktaturen und Diktatoren. Beiträge zum internationalen Symposion an der Universität Erlangen vom 19. bis 22. Juli 1993. Winter, Heidelberg 1995.
- (Hrsg. mit Christian Voss) The Pomaks in Greece and Bulgaria. A model case for borderland minorities in the Balkans. Sagner München 2007.
- (mit anderen) Russisch-deutscher sprachlicher Dialog im 21. Jahrhundert. Soziolinguistische Studien. (Festschrift für Professor V.T. Malygin zum 70. Geburtstag). Arkaim, Erlangen und Wladimir 2015.
- (mit Xhelal Ylli) Die slavischen Minderheiten in Albanien (SMA). 4 Bde. Otto Sagner, München 2007–2013. (Slavistische Beiträge 458, 462, 474, 491)
  - 1. Teil. Prespa-Vërnik-Boboshtica. 2007.
  - 2. Teil. Golloborda-Herbel-Kërçishti i Epërm. 2008.
  - 3. Teil. Gora. 2010.
  - 4. Teil. Vraka-Borakaj. 2013.